# گمرک‌خانه

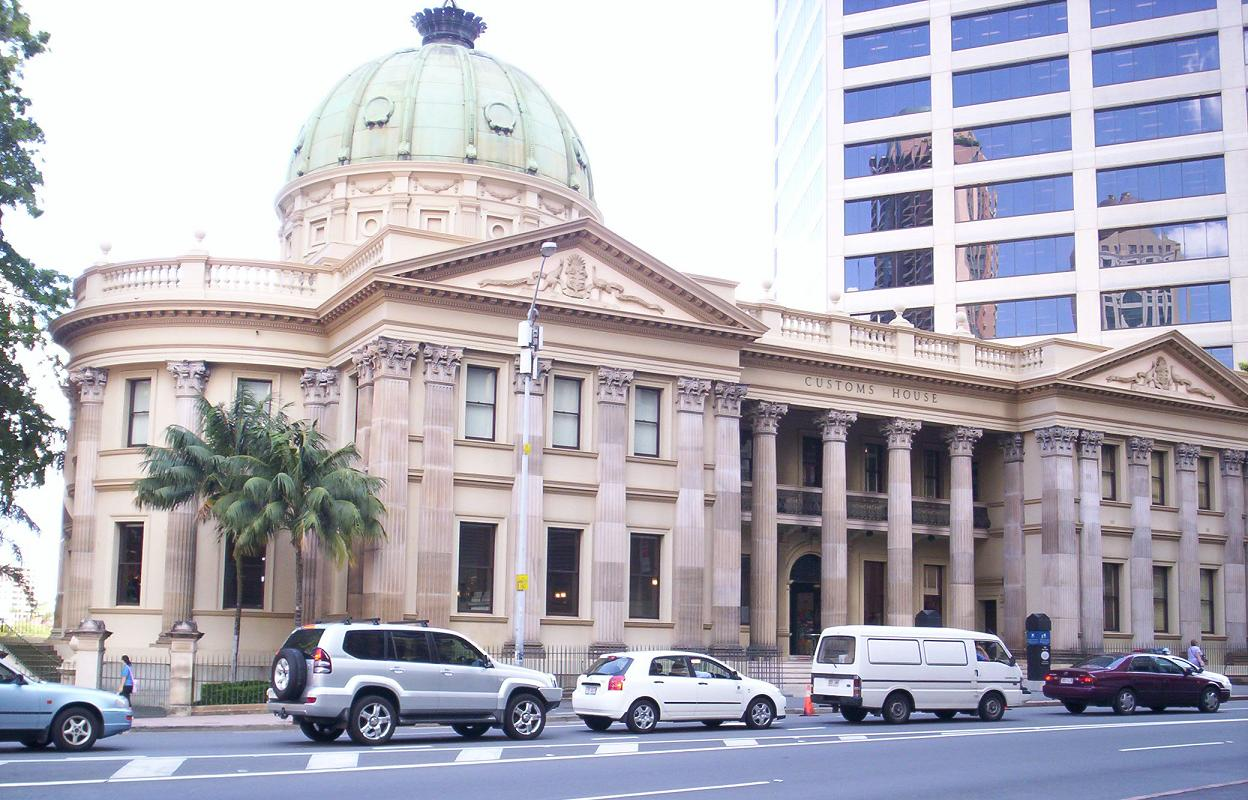
گمرک‌خانه در بریزبن، استرالیا

گمرک‌خانه، محلی است که در مسیرهای بازرگانی پر رفت‌وآمد برای اخذ مالیات بر صادرات/واردات احداث می‌شود.